# Rosières-près-Troyes
Rosières-près-Troyes è un comune francese di 3 498 abitanti situato nel dipartimento dell'Aube nella regione del Grand Est.

## Società

### Evoluzione demografica
Abitanti censiti